# Фред Варгас
Фредерик Одоан-Рузо (на френски: Frédérique Audoin-Rouzeau) е френска историчка, археоложка и писателка (авторка на произведения в жанра криминален роман). Пише под псевдонима Фред Варгас (на френски: Fred Vargas).

## Биография и творчество
Родена е на 7 юни 1957 г. в Париж, Франция.
Става известна по света през 90-те години на 20 век с криминалните си романи с главен герой комисарят Жан-Батист Адамсберг. На български, в превод на Росица Ташева, са издадени книгите ѝ „Бягай и не бързай да се връщаш“, „Ветровете на Нептун“, „Във вечната гора“, „Човекът със сините кръгове“ и „Едно незайно място“. Има сестра-близначка, художничката Жо Варгас, от която е заела своето артистично име.

## Произведения

### Като Фред Варгас

#### Самостоятелни романи
- Les Jeux de l'amour et de la mort (1986) – награда от Фестифала на Коняк
- Ceux qui vont mourir te saluent (1994)

#### Серия „Тримата евангелисти“ (The Three Evangelists)
1. Debout les morts (1995) – награда на критиката, награда „Дагер“
2. Un peu plus loin sur la droite (1996)
3. Sans feu ni lieu (1997)

#### Серия „Комисар Адамсберг“ (Commissaire Adamsberg)
1. Човекът със сините кръгове, L'Homme aux cercles bleus (1991) – награда „Дагер“
2. Преобърнатият човек, L'Homme à l'envers (1999) – награда на критиката
3. Les quatre fleuves (2000) – графичен роман, с Едмонд Бодоин
4. Бягай и не бързай да се връщаш, Pars vite et reviens tard (2001) – награда на библиотекарите
5. Ветровете на Нептун, Sous les vents de Neptune (2004) – награда „Дагер“
6. Във вечната гора, Dans les bois éternels (2006)
7. Едно незнайно място, Un lieu incertain (2008)
8. Неудържимата армия, L'armée furieuse (2011) – награда „Дагер“
9. Temps glaciaires (2015) – награда „Ландро“ за трилър
10. Quand sort la recluse (2017)

#### Екранизации
- 2007 Pars vite et reviens tard
- 2008 Sous les vents de Neptune
- 2009 L'homme aux cercles bleus
- 2009 L'homme à l'envers
- 2010 Un lieu incertain

### Като Фредерик Одоан-Рузо

#### Документалистика
- Ossements animaux du Moyen Âge au monastère de la Charité-sur-Loire (1986)
- Hommes et animaux en Europe: corpus de données archéozoologiques et historiques (1993)
- Les Chemins de la peste, le rat, la puce et l'homme (2003, 2007)
- Un aliment sain dans un corps sain: Perspectives historiques (2007) – с Франсоаз Сабан